# Cantón de Auch-Suroeste
El cantón de Auch-Suroeste era una división administrativa francesa, que estaba situada en el departamento de Gers y la región de Mediodía-Pirineos.

## Composición
El cantón estaba formado por siete comunas, más una fracción de la comuna que le daba su nombre:
- Auch (fracción)
- Barran
- Durban
- Lasséran
- Lasseube-Propre
- Le Brouilh-Monbert
- Pavie
- Saint-Jean-le-Comtal

## Supresión del cantón de Auch-Suroeste
En aplicación del Decreto nº 2014-254 de 26 de febrero de 2014, el cantón de Auch-Suroeste fue suprimido el 22 de marzo de 2015 y sus 8 comunas pasaron a formar parte; cinco del nuevo cantón de Auch-1, dos del nuevo cantón de Auch-3 y la fracción de la comuna que le daba su nombre se unió con las demás para que, por medio de una reestructuración cantonal, fueran creados los nuevos cantones de Auch-1, Auch-2 y Auch-3.